# Emanuela Rei
Emanuela Rei, pseudonimo di Emanuela Di Crosta (Roma, 26 febbraio 1991), è un'attrice e cantante italiana.

## Biografia
Emanuela Rei nasce il 26 febbraio 1991 a Roma. Sin da piccola mostra una forte propensione per la recitazione e l'imitazione, così, spronata dai genitori, comincia a studiare teatro.
Appare per la prima volta in TV nel 2010, durante un episodio della quarta stagione della celebre fiction di Canale 5 I Cesaroni. Successivamente, tra il 2010 e il 2014, prende parte a svariate serie TV per ragazzi, tra cui Sketch Up, eBand, Talent High School - Il sogno di Sofia e Anastasia <3 Dance. Di seguito, nel 2014, è nel cast del film TV Un angelo all'inferno, per la regia di Bruno Gaburro.
Tra il 2016 e il 2017 recita nella sitcom per preadolescenti Maggie & Bianca Fashion Friends nel ruolo della protagonista Maggie Davis. La serie TV in questione permette all'attrice di avvicinarsi al canto; nel 2017 partecipa come cantante all'interno degli album con la colonna sonora tratta dalla sitcom, inoltre presenzia per la prima volta ad un concerto dal vivo all'interno della tournée basata sulla serie TV.
Tra l'ottobre e il dicembre del 2019 recita al Teatro Brancaccio in Aladin - Il musical geniale nel ruolo di Jasmine. Fa parte della giuria dell'Ariano International Film Festival.

## Filmografia

### Cinema
- Una famiglia mostruosa, regia di Volfango De Biasi (2021)
- Un matrimonio mostruoso, regia di Volfango De Biasi (2023)

### Televisione
- I Cesaroni, regia di Francesco Pavolini – serie TV, episodio 4x08 (2010)
- Sketch Up - serie TV, regia di Enzo Pirrone (2010-2011)
- eBand - serie TV, regia di Yuri Rossi (2012)
- Talent High School - Il sogno di Sofia - serie TV, regia di Daniela Borsese (2012-2013)
- Anastasia <3 Dance - serie TV, regia di Franco Bertini (2013-2014)
- Un angelo all'inferno - film TV, regia di Bruno Gaburro (2014)
- Maggie & Bianca Fashion Friends - serie TV, regia di Paolo Massari e Yuri Rossi (2016-2017)

### Teatro
- Gianni Schicchi, regia di Carlo Merlo (2004)
- Filosoficamente, regia di Carlo Merlo (2005)
- Noi per voi, regia di Leonardo Imperi (2006)
- QuiProQuo, regia di Gianfranco Migliorelli (2015)
- Maggie & Bianca Live Tour (2017-2018)
- Maggie & Bianca Insieme Live Tour (2018-2019)
- Aladin - Il musical geniale, regia di Maurizio Colombi (2019)
- I 7 re di Roma (2024-2025)